# Merlong Solano
Merlong Solano Nogueira, mais conhecido como Merlong Solano, (Valença do Piauí, 17 de setembro de 1958) é um professor, historiador, economista e político brasileiro.

## Dados biográficos
Filho de Francisco Rodrigues Nogueira e Maria Amélia Solano Nogueira. Formado em História na Universidade Federal do Piauí em 1983 e em Economia na mesma instituição em 1993, tem mestrado em História Social pela Pontifícia Universidade Católica de São Paulo em 1997.  Professor da Universidade Federal do Piauí, nela foi coordenador do curso de História. Na seara sindical, coordenou o Centro Piauiense de Ação Cultural e antes fora secretário-geral do PT, legenda na qual perdeu a eleição para vereador em Teresina em 1982 e para vice-prefeito do respectivo município em 1992.
Sua ascensão política ocorreu durante os quatro mandatos de Wellington Dias como governador do Piauí. No primeiro, foi secretário de Planejamento e secretário de Governo. Com a reeleição do chefe do Executivo em 2006, permaneceu na Secretaria de Governo até ser nomeado presidente da empresa Águas e Esgotos do Piauí, cargo ao qual renunciou para eleger-se deputado estadual em 2010, licenciando-se para assumir como secretário das Cidades no segundo governo Wilson Martins. Suplente de deputado federal em 2014 e 2018, voltou à Secretaria de Governo nas duas ocasiões por escolha de Wellington Dias, alternando o exercício do cargo com o mandato de deputado federal mediante convocação.  Assumiu como secretário estadual de Administração em 6 de maio de 2019, mantendo-se à frente da pasta por quatorze meses.
A morte de Assis Carvalho ocasionou sua efetivação como deputado federal em 8 de julho de 2020. Primeiro suplente de deputado federal em 2022, assegurou um novo período como parlamentar efetivo com a renúncia de Rejane Dias em 26 de janeiro de 2023, dias antes dela assumir seu terceiro mandato, para ocupar uma cadeira no Tribunal de Contas do Piauí.